# Ich bin in dir
Ich bin in dir ist ein Lied der deutschen Hard-Rock-Band Böhse Onkelz. Der Song ist die einzige Singleauskopplung ihres siebten Studioalbums Heilige Lieder und wurde am 19. Oktober 1992 ausgekoppelt. Es ist die erste offizielle Single, die die Band veröffentlichte. Neben der ursprünglichen Version des Stücks als Ballade wurde es 2001 auf der Kompilation Gestern war heute noch morgen auch als schnellere Rockversion mit gleichem Text veröffentlicht.

## Inhalt und Hintergrund
Das Lied beschwört den starken Zusammenhalt zwischen den Böhsen Onkelz und ihren Fans. Die Band beschreibt darin ihre Lieder als Teil ihres Lebens, den sie ihren Fans schenken. Doch sie stellt auch die Fragen „Weißt du wirklich wer ich bin, wie ich denke, wie ich fühle?“ und „Liebst du mich, weil ich es bin oder weil ich dich belüge?“, um auszudrücken, dass vieles nicht so ist, wie es scheint.
Stephan Weidner äußerte sich zum Lied in einer Konzertansage an die Fans wie folgt:

„Ein Lied, das sich so ein bisschen um unsere Beziehung hier dreht. Natürlich kann man das Ganze noch ein bisschen weiter streuen, aber in dem Fall geht’s tatsächlich um euch, um uns, und darum wie wir uns gegenseitig sehen. Und obwohl wir uns sehen, können wir eigentlich nicht hinter die Fassade des anderen blicken.“

## Produktion
Der Text des Liedes wurde von Stephan Weidner, dem Kopf und Bassisten der Band, geschrieben. Auch die Produktion übernahm Weidner selbst.

## Single

### Covergestaltung
Das Singlecover zeigt den Schädel eines Tieres, der an einer Wand hängt und umgeben ist von einem braunen Dornenkranz mit roten Rosen. Links oben befindet sich der Böhse-Onkelz-Schriftzug in Weiß sowie der Titel Ich bin in dir in Weiß auf rotem Grund.

### Titelliste
Neben dem Titelsong beinhaltet die Single auch die beiden ebenfalls auf dem Album Heilige Lieder enthaltenen Stücke Heilige Lieder und Gestern war heute noch morgen.
1. Ich bin in dir – 3:50
2. Heilige Lieder – 4:42
3. Gestern war heute noch morgen – 3:48

Ich bin in dir verkaufte sich laut offizieller Website der Band knapp 45.000 Mal, konnte sich jedoch nicht in den Charts von Deutschland, Österreich oder der Schweiz platzieren.